# 대속하신 구주께서

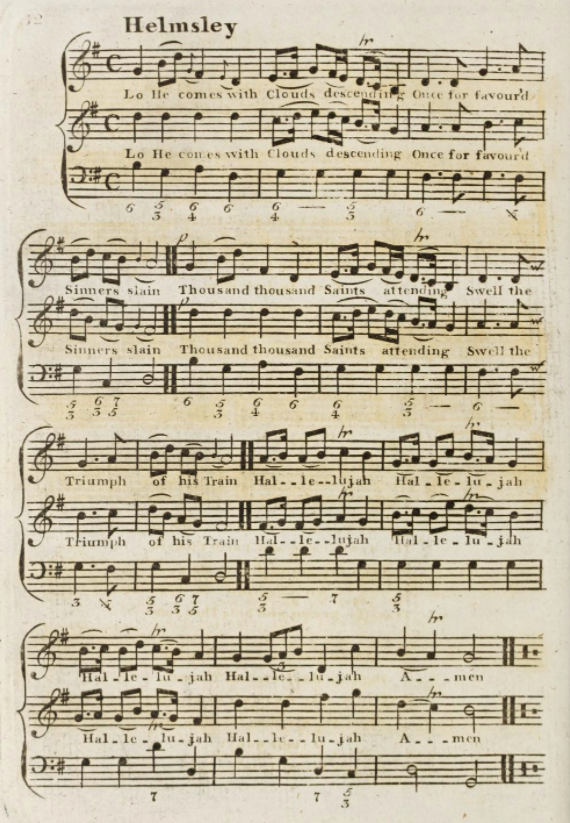

대속하신 구주께서(Lo! He comes with clouds descending)는 찰스 웨슬리(1707-1788)의 기독교 찬송으로, 존 세닉(John Cennick, 1718-1755)의 초기 찬송인 "Lo! He Cometh, countless Trumpets"를 바탕으로 한 것이다. 대림절에 가장 일반적으로 부르는 이 찬송은 심판 날의 이미지와 관련된 요한계시록에서 신학적인 내용을 따왔다. 19세기 영국 성공회 4대 찬송가 중 하나로 꼽히는 이 찬송은 1763년에 처음 출판된 "Helmsley" 곡조로 가장 일반적으로 불린다.

## 가사

### 한국어 가사
대속하신 구주께서 구름타고 오실 때
천만 성도 께 모여 주의 뒤를 따르네
할렐루냐 할렐루야 우리 구주 오시네
엄숙하신 주의 위풍 모든 사람 뵈올 때
주를 팔고 십자가에 못을 박던 자들이
슬피 울고 가슴치며 참 메시아 뵙겠네
주가 당한 고난 흔적 모든 사라 볼 때에
구원받은 모든 성도 주께 경배드리네
할렐루야 할렐루야 주님 다시 오시네
고대하던 예수께서 영화롭게 오실 때
고난받던 모든 성도 구주 환영하겠네
할렐루야 할렐루야 주여 어서 오소서